# トヨタ・ヴァーソ
ヴァーソ（VERSO）は、トヨタ自動車がヨーロッパ、南アフリカ共和国と中国で販売していたミニバンタイプの乗用車である。

## 来歴・概要
欧州専用モデルとして存在していた「カローラヴァーソ」および「アベンシスヴァーソ」（日本名「イプサム」）の後継車両として2009年のジュネーブモーターショーにて発表され、直後発売を開始した。製造はトルコのToyota Motor Manufacturing Turkey Inc. （TMMT）で行なわれている。中国では広州汽車との合弁会社である広州豊田汽車が、｢E'Z」（イージー、中国語表記は「逸致｣）として発売している。
ガソリンエンジンは1.6Lと1.8Lのバルブマチック仕様で、ディーゼルエンジンは2.0L（D-4D)と2.2L（D-CAT)の2種類。中国では1.6L、1.8Lの他に2.0Lの設定もある。
トランスミッションは6速MTが標準で、ガソリン1.8LにCVT、ディーゼル2.2Lに6速ATが組み合わされる。
2013年にマイナーチェンジ。オーリスに似たフェイスリフトが行なわれ「キーンルック」と呼ばれるフロントデザインとなった。2014年からはBMW製1.6Lディーゼルエンジンがラインナップに加わっている。
2017年10月に生産を終了した。在庫販売は翌年まで続けられた。

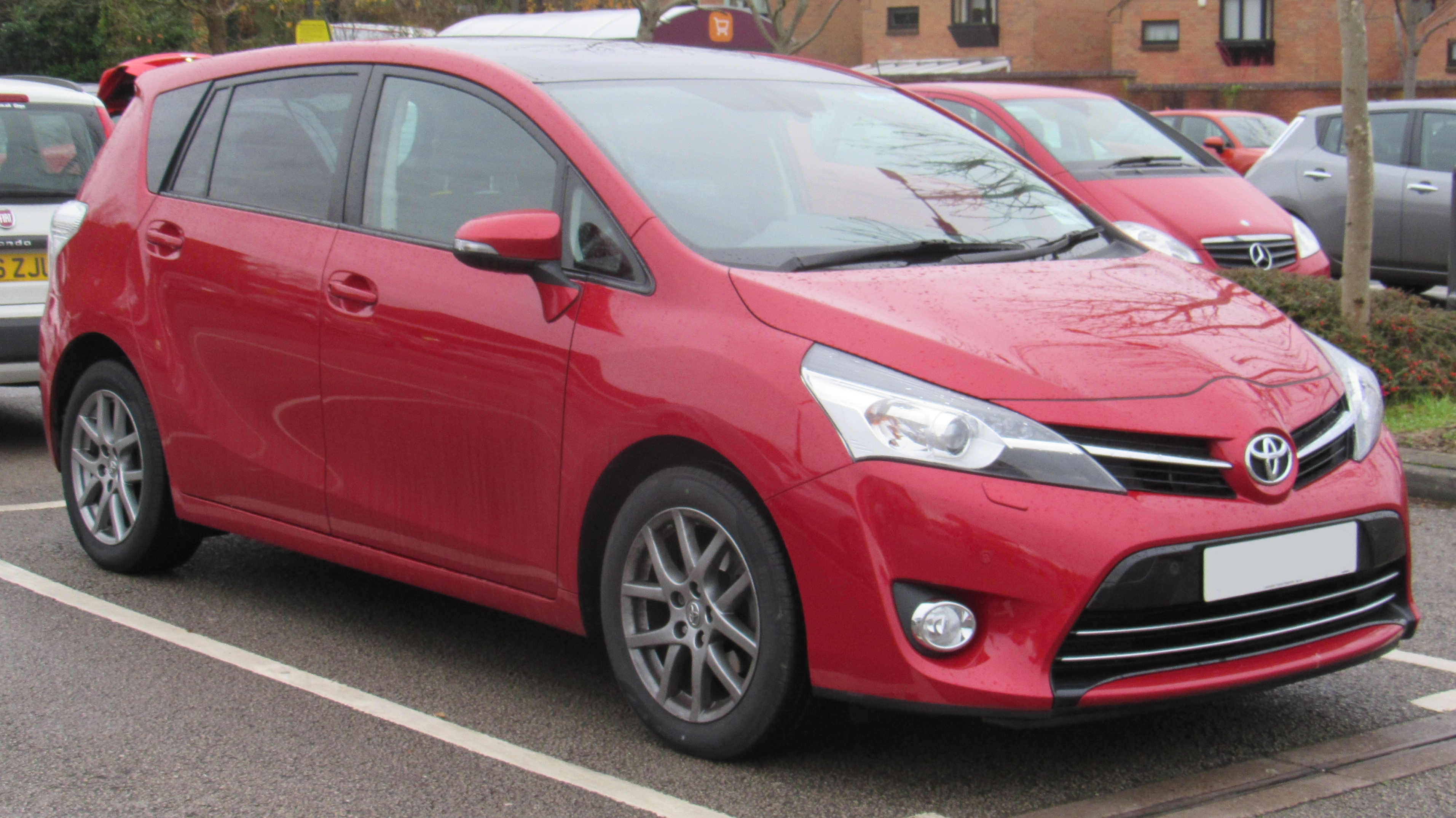
後期型 フロント
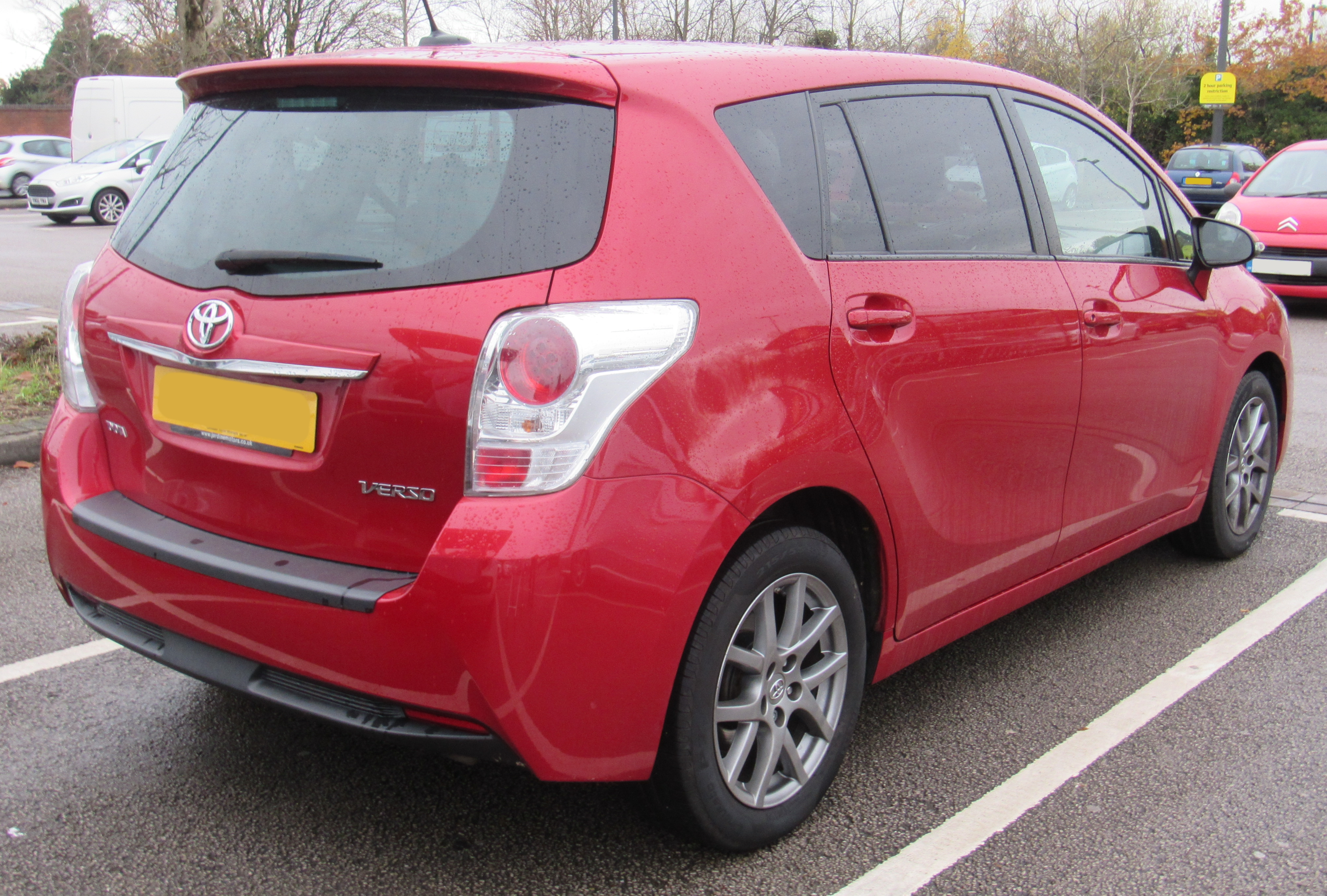
後期型 リア